# 单室茱萸属
单室茱萸属（学名：Mastixia）是山茱萸科下的一个属，为乔木植物。该属共有25种，分布于印度、马来西亚。